# Guit-guit saï
Cyanerpes cyaneus
Espèce
Répartition géographique
- aire de nidification
- résidence permanente
- aire d'hivernage

Statut de conservation UICN

 LC  : Préoccupation mineure
Synonymes
- Certhia cyanea (Protonyme)

Le Guit-guit saï (Cyanerpes cyaneus) est une espèce de Guit-guit, petit passereau de la famille des Thraupidae.
Il est parfois appelé Sucrier à jambes rouges.

## Taxonomie

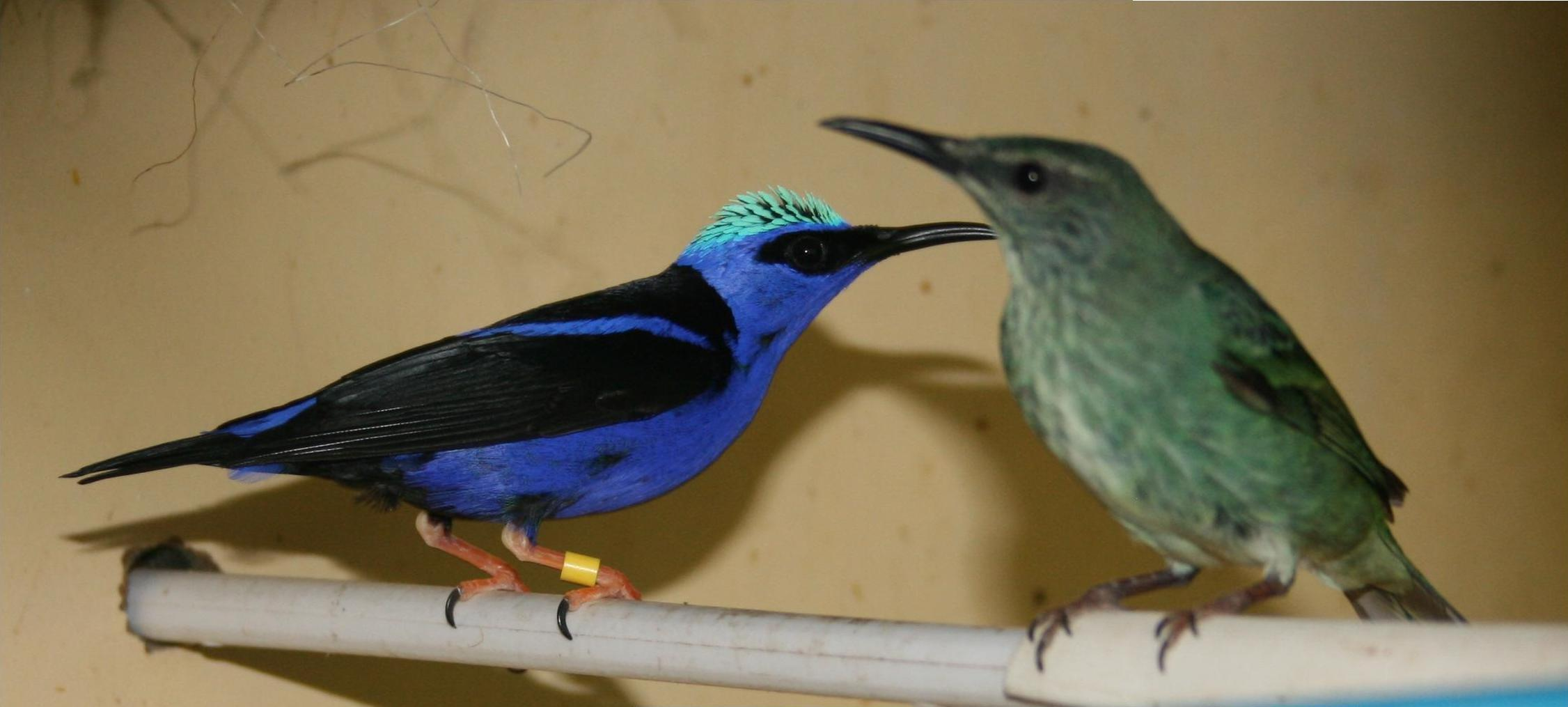
Guit-guits saï, mâle et femelle

Le nom valide complet (avec auteur) de ce taxon est Cyanerpes cyaneus (Linnaeus, 1766).

## Répartition et sous-espèces
Selon la classification de référence du Congrès ornithologique international (14.2, 2024), cet oiseau est représenté par 11 sous-espèces :
- Cyanerpes cyaneus carneipes (Sclater, 1860) — de l'est du Mexique au Panama ;
- Cyanerpes cyaneus pacificus Chapman, 1915 — El Chocó ;
- Cyanerpes cyaneus gigas Thayer & Bangs, 1905 — île Gorgona ;
- Cyanerpes cyaneus gemmeus Wetmore, 1941 — serranía de Macuira ;
- Cyanerpes cyaneus eximius (Cabanis, 1850) — nord de la Colombie et du Venezuela ;
- Cyanerpes cyaneus tobagensis Hellmayr & Seilern, 1914 — Tobago ;
- Cyanerpes cyaneus cyaneus (Linnaeus, 1766) — Trinité et plateau des Guyanes ;
- Cyanerpes cyaneus dispar Zimmer, 1942 — ouest de l'Amazonie ;
- Cyanerpes cyaneus violaceus Zimmer, 1942 — Bolivie et ouest du Brésil ;
- Cyanerpes cyaneus brevipes (Cabanis, 1850) — Amazonie brésilienne ;
- Cyanerpes cyaneus holti Parkes, 1977 — forêt atlantique ;